# Tatort: Das Mädchen, das allein nach Haus’ geht
Das Mädchen, das allein nach Haus’ geht ist ein Fernsehfilm aus der Krimireihe Tatort, der erstmals am 22. Mai 2022 im SRF, im ORF und im Ersten ausgestrahlt wurde. Es ist die 1201. Folge der Reihe und der 15. und letzte Fall des Berliner Ermittlerteams Rubin und Karow.

## Handlung
Nach dem Fund einer entstellten Leiche in der Spree wird Kommissarin Nina Rubin von einer jungen Frau verfolgt, die den Toten kannte. Die Ermittlungen führen in das Umfeld des illegalen Müllhandels der russischen Mafia. Julie Bolschakow, deren Mann ein russischer Mafia-Boss ist, hat gesehen, wie das Opfer von ihrem Mann ermordet wurde. Julie ist fest entschlossen, ihren Mann zu verlassen und gegen ihn auszusagen, um so ins Zeugenschutzprogramm zu kommen. Sie bittet Rubin, sie dort unterzubringen. Im Gegenzug bietet sie der Kommissarin Beweise für die kriminellen Machenschaften ihres Mannes. Rubin spricht mit der Kriminaldirektorin und leitet das Vorhaben in die Wege.
Nina Rubin weiß, dass jemand bei der Polizei mit der russischen Mafia zusammenarbeitet, und verspricht der Kriminaldirektorin, mit niemandem über Julie Bolschakow und deren Aufnahme in das Zeugenschutzprogramm zu sprechen, auch mit Karow nicht. Dieser ist darüber verstimmt, von seiner Kollegin nur bruchstückweise über die Ermittlungen des aktuellen Falls informiert zu werden. So kommt er durch eigene Spurensuche auch darauf, dass die Familie Bolschakow etwas mit dem Mord an dem Mann, der aus der Spree gefischt wurde, zu tun hat und bringt durch sein Verhalten unbeabsichtigt Julie Bolschakow in Gefahr. Nina Rubin klärt Karow daraufhin über die Situation von Julie Bolschakow auf. Karow wirft Rubin mangelndes Vertrauen vor, ein Thema, das im Film immer wieder aufgegriffen wird. Ein anderes Thema ist die Beziehung zwischen Julie Bolschakow und Nina Rubin, die einander vertrauen und sich zueinander hingezogen fühlen.
Es gelingt Julie Bolschakow, die Festplatte des Laptops ihres Mannes auszutauschen und mitzunehmen, aber sie kann das gemeinsame Haus nicht wie geplant verlassen. Da ihr Schwiegervater im Sterben liegt und ein Bandenkrieg mit einer anderen Mafia-Organisation bevorsteht, wird nicht nur das Haus, sondern auch Julie streng überwacht. Niemand darf das Haus verlassen. Nina Rubin merkt, dass Julie Bolschakow in Gefahr ist, da sie nicht zu erreichen ist. Unter dem Vorwand, sie festnehmen zu wollen, wird sie von Rubin und Karow abgeholt, doch Yasha Bolschakow und seine Männer folgen ihnen im Auto. Obwohl die Ermittler ihre Verfolger abschütteln können, werden sie von ihnen am Flughafen aufgespürt. Nach einer wilden Verfolgungsjagd, bei der Karow von den beiden Frauen getrennt wird und die Frauen nicht nur vor der Russenmafia, sondern auch vor einem korrupten Polizisten fliehen müssen, gelingt es Julie Bolschakow schließlich, das für sie startbereite Flugzeug zu erreichen. Nina Rubin wird jedoch von den Kugeln Yasha Bolschakows getroffen, denn sie hatte ihre schusssichere Weste Julie Bolschakow gegeben, um diese zu schützen. Robert Karow erschießt daraufhin Yasha Bolschakow, doch für seine Kollegin kann er nichts mehr tun. Nina Rubin stirbt in Karows Armen.
Der korrupte Polizeipsychologe, der mehrfach versucht hatte, die Ermittlungen von Rubins und Karows Team zu erschweren, und der Informationen an die Russen weitergeleitet hatte, wird festgenommen.

## Hintergrund
Der Film wurde vom 1. November bis 2. Dezember 2021 in Berlin gedreht, u. a. in Berlin-Mitte, Zehlendorf und Schönhagen.
Meret Becker will sich nach dieser Tatort-Folge anderen künstlerischen Aufgaben widmen und auf Neues konzentrieren.

## Rezeption

### Kritiken
Holger Gertz von der Süddeutschen Zeitung wertete: „Furios und anspielungsreich in dieser sehenswerten Folge schließlich der wilde Ritt zum Schluss samt Showdown auf dem Airport BER, wo Berlin besonders verzweifelt und schmutzig und traurig ist. Und wo man schon als ganz normaler Reisender immer vergeblich den richtigen Weg und Ausweg sucht.“
Beim Spiegel urteilte Christian Buß: „Als Mafiathriller bleibt der Krimi irgendwann in der exquisit fotografierten Hochglanzgewalt stecken. Und als Abschiedsgruß an die scheidende Kommissarin dreht er am Ende vor Rührung dann doch einige Schleifen zu viel.“
Rainer Tittelbach von Tittelbach.tv meinte: „Für den letzten ‚Tatort‘ mit Meret Becker als Kommissarin Nina Rubin hat sich der Autor Günter Schütter viel vorgenommen. ‚Das Mädchen, das allein nach Haus‘ geht‘ (RBB / Provobis) dringt noch einmal tief in die Psyche dieser außergewöhnlichen Reihenfigur ein, erzählt eine auf vier Hauptfiguren reduzierte Krimihandlung, gibt dem Ganzen in der zweiten Hälfte eine Drei-gegen-alle-Thriller-Struktur, macht Ausflüge ins Beziehungsdrama, ja setzt sogar auf melodramatische Momente und sucht nach einem psycho- und genrelogisch überzeugenden Ausstand für die Kommissarin. Mit diesem ausgeklügelten Genre-Mix, mit seinem psychologischen Tiefgang und mit der existentiellen, empathiesatten Hochspannung ist dieser ‚Tatort‘ nicht nur ein außergewöhnlicher, sondern auch ein überragender Sonntags-Krimi“ und „Ein würdiger Abgang“ für Kommissarin Nina Rubin.
Für die Münchner Abendzeitung schrieb Adrian Prechtel: Auch wenn der „Showdown am Flughafen, der kein gutes Timing und keinen Rhythmus findet,“ so gibt es aber „Für das Königskinder-Syndrom […] im dem ruppigen Dream-Duo eine diesmal explizit ausgesprochene Analyse: mangelndes Vertrauen. Aber das stimmt nicht, wenn man genau hinschaut. Denn die extrem zuverlässigen Kommissare Robert Karo (Mark Waschke) und Nina Rubin (Meret Becker) sind als Typen angelegt, die starke Bindungsängste haben. Nähe würde Selbstaufgabe verlangen, wovor sich die beiden Verletzlichen fürchten. Stattdessen verstricken sie sich in einen harten „Was sich liebt, das neckt sich“-Schlagabtausch, ohne zum befreienden Gefühl durchzubrechen.“
Oliver Armknecht von film-rezensionen.de kam zu der Wertung: „Wenn in ‚Tatort: Das Mädchen, das allein nach Haus’ geht‘ die Frau eines russischen Mafiabosses aussteigen will, geht es zwar viel um Gefahren und Gewalt. Dennoch ist der Abschied von Meret Becker ziemlich langweilig geworden, da den schicken Bildern ein mehr als mäßiger Inhalt gegenübersteht.“ „Inhaltlich ist der 1201. Fall der ARD-Krimireihe ein reines Wegwerfprodukt, lieblos und ohne jegliche Ambition runtergeschrieben.“ „Allenfalls die Konflikte zwischen Rubin und Karow setzen Akzente, wenn es mal wieder um das Thema Vertrauen geht.“ „Dennoch haben die wiederkehrenden Streitereien etwas sehr Bemühtes, sind zu oft reiner Selbstzweck. Auf Dauer ist das sehr anstrengend, was zusammen mit der langweiligen Handlung immer wieder dazu verleitet, vorzeitig auszuschalten.“

### Einschaltquoten
Bei der Erstausstrahlung von Das Mädchen, das allein nach Haus’ geht am 22. Mai 2022 verfolgten in Deutschland insgesamt 7,29 Millionen Zuschauer die Filmhandlung, was einem Marktanteil von 25,6 Prozent für Das Erste entsprach. In der als Hauptzielgruppe für Fernsehwerbung deklarierten Altersgruppe von 14–49 Jahren erreichte Das Mädchen, das allein nach Haus’ geht 1,57 Millionen Zuschauer und damit einen Marktanteil von 22,7 Prozent in dieser Altersgruppe.